# Victor Féodoroff
Victor Féodoroff ou Victor Fédoroff (en russe : Виктор Георгиевич Фёдоров) est un as russe de la Première Guerre mondiale, au sein de la Légion étrangère. Après guerre il est devenu journaliste.

## Biographie
Fils de Georges Féodoroff et de Anne Constatinov|date=octobre 2023.
Il est incorporé comme sous-lieutenant dans le 2e régiment étranger d'infanterie et se fait détacher  au 1er groupe d'aviation de Dijon, puis est affecté à la C42 en 1916 et en Roumanie et Russie jusqu'en 1917.
Il est nommé chevalier de la Légion d'honneur le 12 août 1918.
Après la guerre il devient journaliste.

## Distinctions
- Chevalier de la Légion d'honneur (1918).
- Croix de guerre 1914–1918.